# Maury Povich
Maurice Richard "Maury" Povich (Washington D.C, 17 de enero de 1939) es un presentador de televisión estadounidense. Es el presentador del programa de entrevistas de la prensa sensacionalista Maury.
Povich se graduó de la Escuela Landon en 1957. Se graduó de la Universidad de Pensilvania en 1962 con una licenciatura en periodismo televisivo.
Povich está casado con la expresentadora de noticias Connie Chung, con la que tiene un hijo adoptado, Matthew Jay Povich.
Povich fue el anfitrión del renacimiento en el año 2000 del programa de televisión Twenty One.